# Jesús Piñero Jiménez
Jesús Toribio Piñero Jiménez (Carolina, 16 d'abril de 1897 - Loíza, 19 de novembre de 1952) fou el primer i únic nadiu Porto-riqueny governador de Puerto Rico, anomenat pel Govern federal dels Estats Units.
Va néixer a Carolina, Puerto Rico, fill d'Emilio Piñero Estrella (fill de Basilio Piñero) i de Josefa Jiménez Sicardó, una família benestant amb arrels a les Illes Canàries. El seu avantpassat directe era Domingo Antonio José Piñero Pineda d'Hermigua, La Gomera, que va arribar a Puerto Rico al voltant de 1816. Va fer la seva educació primària i secundària a Carolina. El 1914, va assistir a la Universitat d'Arts Liberals de la Universitat de Puerto Rico. Va assistir també a l'Escola d'Enginyeria de la Universitat de Pennsilvània, Filadèlfia.
Entre 1920 i 1944, Piñero es va dedicar al negoci de l'agricultura dedicant-se al cultiu de sucre. El seu interès en el desenvolupament agrícola de Puerto Rico el va portar a participar en la política, principalment en assumptes sobre el cultiu de canya de sucre. Entre 1928 i 1932, període on el govern de Puerto Rico era encara dirigit per americans continentals anomenats pel President dels Estats Units, Piñero fou el president de l'Assemblea del Municipi de Carolina. Entre 1934 i 1937, fou el president de l'Associació de la Indústria de Canya del Sucre i va ser elegit a la Cambra de Representants de Puerto Rico.
El 1938, Piñero fou un dels fundadors, juntament amb Luis Muñoz Marín, del Partit Popular Democràtic. En les eleccions de 1940, va ser elegit a la Cambra de Representants. El 1944 va ser elegit Comissionat resident de Puerto Rico i va representar l'illa en la Cambra de Representants dels Estats Units a Washington DC. La seva posició no tenia dret a vot en el Congrés.

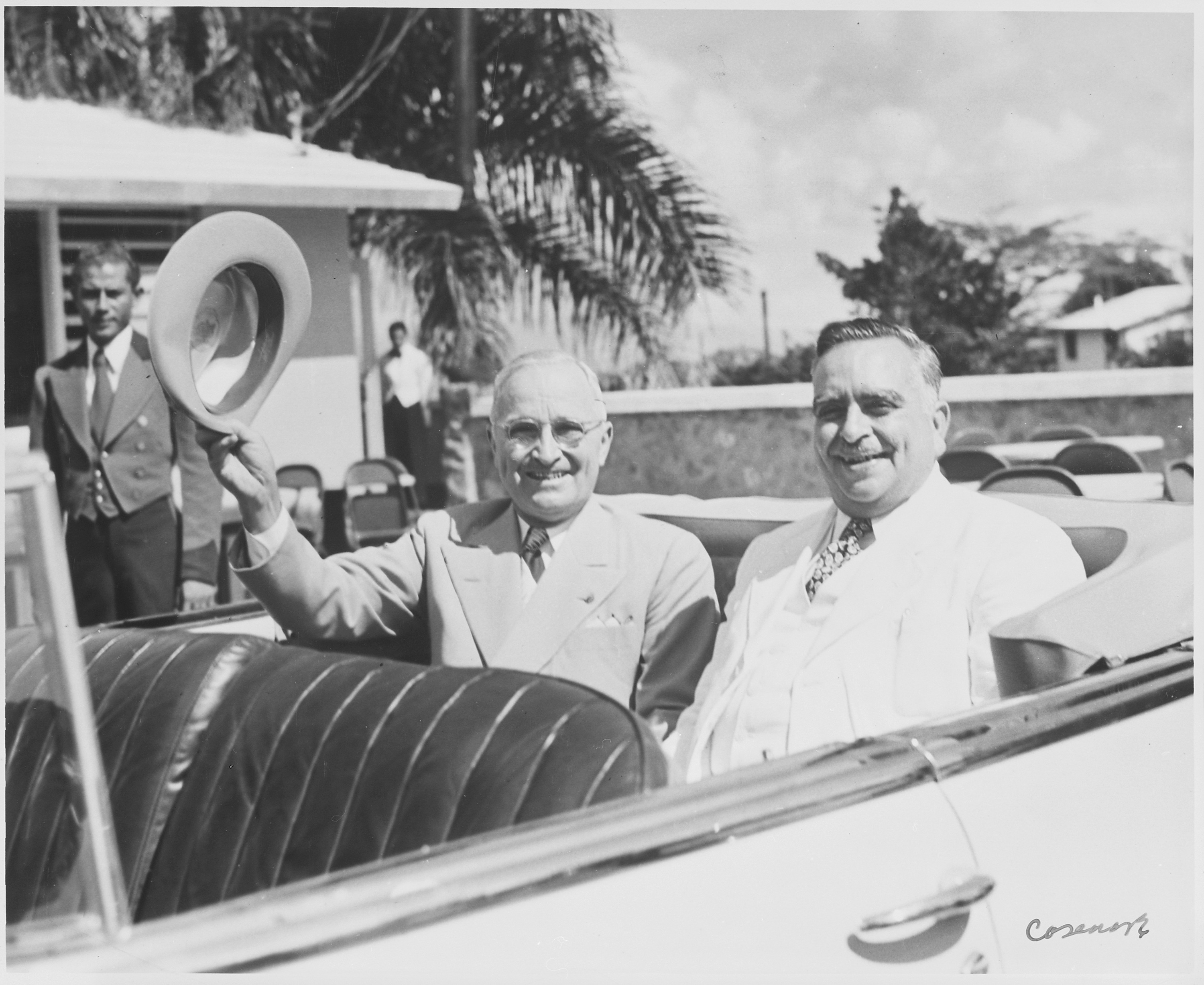
Piñero (dreta) amb Truman

El 1946, el President Harry S. Truman va reemplaçar al Governador Rexford Guy Tugwell, qui havia servit en aquesta posició des de 1941, anomenant Piñero com a nou governador, el primer nadiu porto-riqueny sota l'administració dels EUA. Una llei va ser aprobada abans al Senat de Puerto Rican per frenar els drets de la independència i moviments nacionalistes en l'illa. El Senat en aquell temps estaba controlat pel Partir Popular Democràtic (PPD), presidit per Luis Muñoz Marín. La llei, també coneguda com a «Ley de la Mordaza», va ser aprovada el 21 de maig de 1948 i va fer il·legal poder mostrar la bandera porto-riquenya, cantar un himne patriòtic, parlar d'independència i lluitar per la liberació de l'illa. El projecte de llei, que s'assemblava a la Llei anticomunista «Smith» aprovada als Estats Units, va ser signada i convertida en llei el 10 de juny de 1948 per Piñero i es va fer coneguda com Llei 53. D'acord amb la nova llei, seria un delicte imprimir, publicar, vendre, exhibir o organitzar o ajudar a qualsevol persona a organitzar qualsevol societat, grup o assemblea de persones que tinguessin  intencions de paralitzar o destruir el govern insular. Qualsevol que hagués estat acusat i declarat culpable de desobeir la llei podia ser condemnat a deu anys de presó, multa de 10.000 dòlars (EUA) o ambdós.
Segons el Dr. Leopoldo Figueroa, membre de la Cambra de Representants de Puerto Rico, la llei era repressiva i violava la Primera Esmena de la Constitució dels EUA que garanteix la llibertat d'expressió. Va assenyalar que la llei com a tal era una violació dels drets civils del poble de Puerto Rico.
Jesús Piñero va ser governador fins al 1949, quan Puerto Rico va celebrar les seves primeres eleccions populars i on Luis Muñoz Marín del PPD va ser elegit governador. Durant la seva administració es va aprovar la legislació que més tard va servir com a base del pla de desenvolupament econòmic conegut com a Operació Bootstrap. També va elaborar plans per a la construcció d'un nou aeroport internacional per a l'illa. De 1947 a 1951, Piñero va ser representant dels EUA a la Comissió del Carib.
Jesús T. Piñero va morir el 19 de novembre de 1952 a la ciutat de Loíza, i va ser enterrat al cementiri municipal de la seva ciutat natal, Carolina.